# 奧達·伊奧塞里安尼
奧達·伊奧塞里安尼（1934年2月2日—2023年12月17日），生於蘇聯時代的提比里西，是一位格魯吉亞裔導演及編劇。

## 電影作品列表
- 1961年:四月
- 1966年:落葉 (港譯黃葉舞清風)
- 1970年:曾經活著的畫眉鳥
- 1975年:田園牧歌 (港譯田園樂韻)
- 1984年:月神的寵兒
- 1988年:托斯卡納修道院
- 1989年:於是有了光
- 1992年:狩獵蝴蝶  (港譯最後的蝴蝶)
- 1996年:匪徒第七章 (港譯三世唔修)
- 1999年:再見我的家 (港譯別矣吾家) (台譯我不想回家)
- 2002年:星期一早晨 (台譯威尼斯早晨)
- 2006年:秋日花園

## 参看
- otar iosseliani在互联网电影资料库（IMDb）上的資料（英文）
- DVD熱力影迷會介紹 （页面存档备份，存于）